# Чарлс Грин (астроном)
Чарлс Грин (1735—29. јануар 1771) је био енглески астроном, познат по задатку од стране Краљевског друштва 1768. године да покрене експедицију на Пацифику ради посматрања транзита Венере.

## Детињство и образовање
Рођен 1735. године, Грин је био најмлађи син Џошуе Грина, напредног фармера који је живео близу Свинтона у Јоркширу. Школовао се у школи у близини Данске улице у Сохоу у Лондону, коју је водио његов најстарији брат, Џон Грин, где је Чарлс Грин чак био и сарадник у настави, где је наставио студије астрономије пре него што се придружио колективу Краљевске астрономије Гринич 1760. године.

## Каријера на пољу астрономије
Грин се запослио као Асистент Краљевског астронома, Џејмса Бредлија, наследивши астронома Чарлса Мејсона који је позицију напустио да би се придружио експедицији на рту Добре Наде да би осматрао транзицију Венере 1761. године. Накод Бредлијеве смрти 1762. године, Грин је остао асистент Бредлијевом наследнику Натанијелу Блису. Због Блисовог лошег здравља, већи део практичног рада и опсервација пало је на Грина у то време.
Године 1763. је Грин, заједно са астрономом Невилом Маскелином добио наређење од Одбора за лонгитуду да отпутује на Барбадос и надгледа тестирање H4 хронометра Џона Харисона, који се такмичио за награду Одбора за лонгитуду, награду коју додељује британска влада. Њихова задужења, након што су приспели на Барбадос и док су ишчекивали долазак хронометра, су посдразумевала утврђивање локалне лонгитуде и посматрање Галилејевих сателита Јупитера, а након доласка механизма, упоређивање резултата хронометра са њиховим астрономсским опсервацијама да би проценили тачност механизма. На путу ка Барбадосу, овај двојац је такође користио своја посматрања ради утврђивања тачности методе лунарне удаљености, Маскелинов метод проучавања лонгитуде брода на мору. Почела је расправа између Маскелина и Вилијама Харисона, у коју су увукли и Чарлса Грина, пошто је Харисон сматрао да је Маскелин био лош посматрач, те да је био супарник његовог оца за освајање награде Одбора за лонгитуду. Постигнут је компромис, при чему је Харисонов механизам преузет од стране Маскелина и Грина.
Гринов повратак у Енглеску на јесен 1764. године поклопио се са смрћу Натанијела Блиса; Грин се вратио у Грининч да би наставио Блисов рад све до постављања новог Краљевског астронома, Невила Маскелина. Грин му је кратко био асистент, али је напустио Гринич због неслагања са својим новим надређеним. Године 1768. је добио наређење од стране Краљевског друштва да прати капетана Џејмса Кука на његовом путовању да би посматрао транзицију Венере; упркос њиховог претходног неслагања, Маскелин га је предложио за овај посао.

## Путовање "Ендевора" и транзиција Венере
Грин се придружио Куковом првом путовању 1768. године, у пратњи слуге. Грин је био један од двојице званичних астронома послатих у име Краљевског друштва да посматрају транзицију Венере; други је био сам капетан Кук, који је био врло способан посматрач. Друштво је обезбедило инструменте за експедицију, међу којима су нашли и два рефлектора - оптичка телескопа које је саградио Џејмс Шорт, два сата и астрономски квадрант; придодат им је и телескоп Данијела Соландера и морнарички телескоп.
Експедиција је пристигла на Тахити, месту одабраном за посматрање транзиције, 11. априла 1769. године. Успостављен је камп и астрономска опрема је постављена до почетка маја. Од велике важности за Грина је било прорачунавање тачног положаја локације, коју је прорачунао користећи се лунарним методом и посматрањем Јупитерових месеца.
Дан транзиције, 3. јун, је био леп дан, те је транзиција била видљива у потпуности. Иако је Кук из предострожности послао две групе на оближња острва, главно посматрање је извршено из кампа, где су Грин, Кук и Соландер самостално забележили времена транзиције.

### Критика Грина и њехових опсервација
Због Гринове смрти на повратку са експедиције, посао сабирања и анализирања његових резултата је пало на Кука, а затим на Невила Маскелина. Кук је признао да Гринови резултати нису били организовани када их је прегледао након Гринове смрти, а нека времена су непоуздано забележена по различитим папирима овог астронома. Краљевски астроном је критиковао Гринов рад, посебно опсервције ради прорачунавања положаја кампа

## Пут кући и Гринова смрт
Након одласка са Тахитија, експедиција је наставила ка југозападу, узевши у обзир да је Кук имао даља задужења да испита детаљније јужни део Пацифика. Експедиција је стигла до Новог Зеланда у октобру 1769. године, што је Грину пружило шансу да посматра транзицију Меркура са копна. Грин је успешно посматрао транзицију 9. новембра, а залив где су крочили на копно 3. новембра је назван залив Меркура.
По доласку у Аустралију, и током Куковог путовања обалом, именовао је једно острво, острво Грин, у част овог астронома у јуну 1770. године. Грин се до тада већ био разболео.
Брод је морао да крене ка Џакарти ради поправка, где се Грин заразио дизентеријом, и умро 29. јануара 1771. године, дванаест дана након што је брод напустио луку.

## Приватни живот
Грин је оженио Елизабет Лонг у марту 1768. године у Лондону. Његова сестра Мери се удала за астронома Вилијама Велса, који је био део експедиције Краљевског друштва у залив Хадсон ради посматрања транзиције Венере 1769. године, те је заменио Грина на Куковом следећем путовању.